# Tecophilaea violiflora
Tecophilaea violiflora är en enhjärtbladig växtart som beskrevs av Carlo Luigi Giuseppe Bertero och Luigi Aloysius Colla. Tecophilaea violiflora ingår i släktet Tecophilaea och familjen Tecophilaeaceae. Inga underarter finns listade i Catalogue of Life.